# A magyar őstörténet írott forrásai

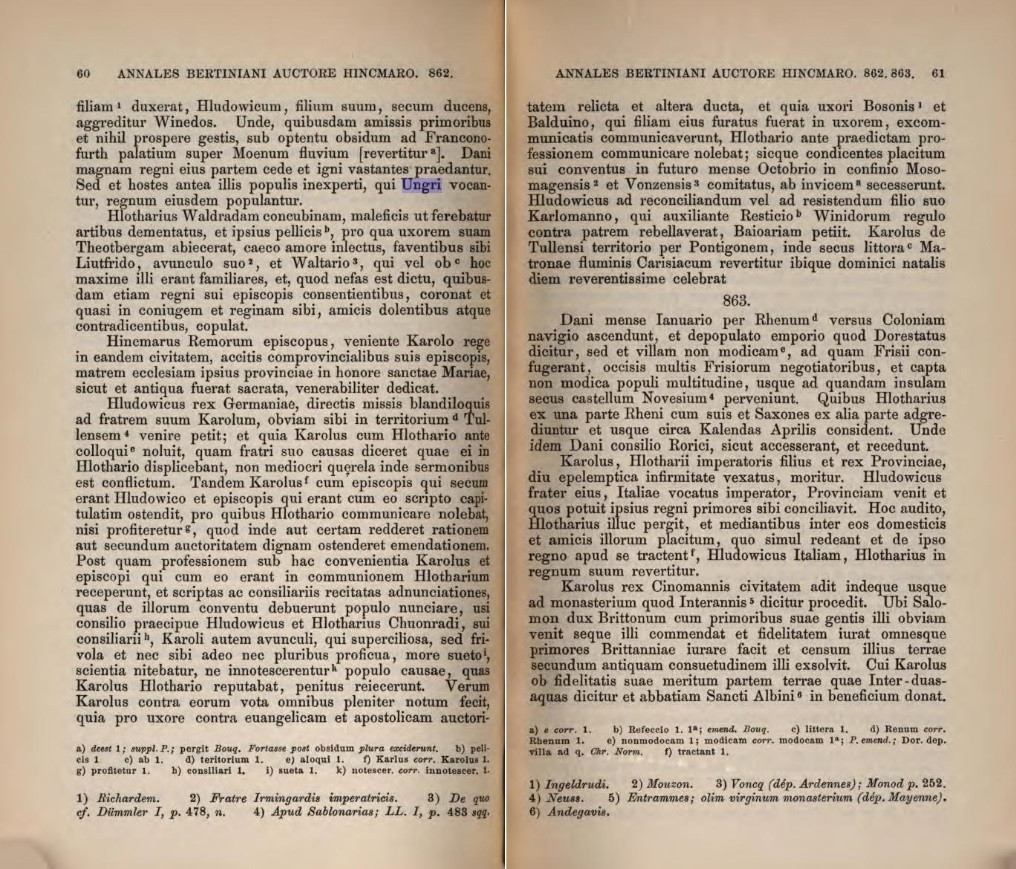
Az Annales Bertiniani tudósítása a 862. évről.
Talán Hinkmar reimsi érsek adott először hírt a magyarokról. A Szent Bertin kolostor hivatalos jellegű évkönyvében arról tájékoztatott, hogy a 862. évben a Keleti Frank Királyság népei számára addig ismeretlen ellenség (qui Ungri vocantur: kik ungroknak neveztetnek) Német Lajos birodalmát megtámadta

A magyar őstörténet kutatói számos írott forrást használhatnak fel munkájuk során.  Ezen források nem mindig egyértelműek. Gyakorta ellentmondanak egymásnak, többségük azonban jól használható, és a régészeti leletekkel, a nyelvészet, valamint aeredményeivel együtt sokat segíthetnek őseink kilétének megállapításában, mindennapjaik megértésében.

## Muszlim források
Ebbe a csoportba azok az írott források tartoznak, melyeket muszlim szerzők írtak, arab vagy perzsa nyelven.
A korai arab földrajzi irodalom magyar őstörténet szempontjából jelentősebb alakjai Al-Kvárezmi, Al-Dzsarmi és Jahja.
Az arab földrajzi irodalom virágkorából származik a legtöbb és legfontosabb forrás a magyar őstörténettel kapcsolatban. Az ismertebb művek sorába tartoznak Ubaydallah ibn Hordadbeh (meghalt a 962 körül), Szallám tolmács, és Jakubi (meghalt a 946. évben) feljegyzései. Al-Hamadani külön fejezetet szentel a kelet-európai puszta lakóinak leírására. Ahmad ibn Fadlán a kazárok birodalmáról és a bolgárok Volga-menti országáról számol be.
A legjelentősebb Ibn Hurradadbih Az utak és országok című műve, melyet Al-Dzsajháni, Ibn Ruszta és Gardízi is felhasznált saját munkája megírásakor. Al-Dzsajháni a következőt írta a magyarokról: „A magyarok a türkök egy fajtája.”
Ibn Ruszta összefoglaló művét 903–920. között írta. Őseinkről mint a türkök egy csoportjáról emlékezik meg.
Balkhi (meghalt a 934. évben) a magyarokat badzsgirteknek nevezi.
Fariszi szerint a magyarok a „turkok egyik törzse.”
Ibn Haukál a magyarokat basgirt néven említi.
Gardízi szerint a magyarok „előkelő török népek, bátrak, szép külsejűek és jó megjelenésűek. Ruházatuk színes selyem szövetből készült, fegyverzetük ezüsttel bevont, pompát kedvelők. Gyakran rontanak a szlávokra.”
Maszúdi (meghalt a 956. évben) szerint: „A magyarok a turkok közé tartoznak. (…) négy türk néppel közös ősre vezetik vissza családfájukat. (…) a türkök e négy csoportja Keletről elköltözött.”
Makdiszi a 966. évben írta: „A magyarok a türkök egy lovas különítménye.”
Ibn Hayyan (meghalt az 1076. évben) is szót ejtett a magyarokról: „A magyar félelmetes nép. (…) hét vezér alá tartoznak.”
Hudúd al-Álamnál pedig ezt olvashatjuk: „A madzsarik nagyon gazdag emberek. (…) szemrevalók és félelmetesek. Az összes körülöttük lakó pogányokkal háborúskodnak, és a magyarok szoktak győzni.”
Az arab földrajzi irodalom késői szakaszából érdemes kiemelni Abu Ubajd al-Bakrit és Marvazit. Al-Bakri írta: „A magyar olyan nép, melynek jurtáik vannak. (…) sok lovuk, lábasjószáguk és jó szántóföldjeik vannak.”
Egy másik helyen pedig, többek között, az alábbiakat mondja az onogurokról, vagyis a magyarokról (al-Unguluš). Hasonlóképpen nyilatkozik e kérdésről Harbi al-Himjari (7–8. század) is: „… hum nāqila min Hurāsān, azaz ők bevándorlók Horászánból.”
Marvazi pedig, az 1120. évben így számolt be a magyarokról: „A magyarok a türkök egy törzse. (…) szemrevaló és szép külsejű emberek és nagy testűek. Vagyonosak és szembetűnően gazdagok, amit elsősorban kereskedelmüknek köszönhetnek.”
Jákút (meghalt az 1229. évben) szerint a magyarok: „igen vakmerőek.”
Abu l-Fidá, az 1331. évben a magyarokat „hunkar” és „basgirt” néven emlegeti.

## Bizánci források
A legkorábbi görög nyelvű források közé tartozik Hékataiosz, Hérodotosz és Pszeudo-Hippokratész munkája. Nevezett szerzők részletesen írtak a szkíta népekről. Hérodotosz a királyi szkíták hétköznapi életéről is ír, egyebek között arról, hogyan áldoznak isteneiknek: „Minden terület központi helyén emelnek Arésznak egy szent dombot úgy, hogy rőzsekötegekből hatalmas – széltében és hosszában három-három sztadion, magasságában valamivel szerényebb – halmot raknak, amelynek lapos teteje négyszög alakú, három oldala meredek, de a negyediken fel lehet rá jutni. Erre évente még százötven szekér rőzsét hordanak, mert a zivatarok idején megsüllyed az építmény. Ezen a dombon aztán minden kerület elhelyez egy régi vaskardot, Arész jelképeként. A kard előtt minden évben juhot és lovat áldoznak – sokkal több áldozatot mutatnak be neki, mint a többi istennek. Az elfogott ellenségből minden századikat feláldozzák, de nem úgy, mint a jószágot, hanem másképp. Mert az embereknek bort öntenek a fejére, aztán egy edény fölött levágják őket, majd felviszik az edényt a rőzsedombra, s a vérrel meg lelocsolják a kardot. Eközben a domb mellett a következők történnek. Tőből levágják a lemészárolt ember jobb karját, majd feldobják a levegőbe, aztán elvégzik az áldozati szertartás egyéb teendőit, és elvonulnak. A kar pedig ott hever, ahová hullott, s a holttest külön.”
Szerzőnk azt is leírja, hogyan kötnek szövetséget: „Szövetséget a szkíták úgy kötnek, akivel kötnek: egy nagy cserépedénybe bort öntenek, és azt összekeverik a szövetséget kötők vérével. Előzőleg hegyes késsel megsebzik, vagy karddal kissé megvágják testüket, azután pedig a serlegbe mártanak egy kardot, nyilakat, egy harci fokost, és egy lándzsát, majd hosszasan imádkoznak, azután pedig isznak ők maguk is, akik ily módon szövetséget kötöttek, meg kíséretük legtekintélyesebb tagjai is.”
Majd arról szól, hogyan élnek: „Kocsijuk a lakásuk, s ezen vonulnak mindenhová.”
A perzsákkal vívott csatározásaikról is tudósít, a leírásban azonban meseszerű elemek is helyet kaptak: „Dareiosz nem tudta, hogy mitévő legyen, a szkíta fejedelmek pedig, amint erről tudomást szereztek, egy követ útján ajándékot küldtek Dareiosznak: egy madarat, egy egeret, egy békát, és öt nyilat. A perzsák faggatni próbálták az ajándék vivőjét, hogy mi a küldemény értelme, de az csak annyit mondott, hogy megbízatása csak az ajándék átadásáig terjed, és hogy azonnal vissza kell mennie; találják ki maguk a perzsák az ajándék értelmét, ha olyan okosak, mit akar jelenteni ez az ajándék. Ennek hallatára a perzsák tanakodni kezdtek. Dareiosznak az volt a véleménye, hogy a szkíták földjükkel, vizükkel együtt megadják magukat. Ezt abból következtette, hogy az egér a földben él, és ugyanazt eszi, mint az ember, a béka vízben; a madár igen hasonlatos a lóhoz; a nyilakat pedig hadi erejük jelképeként adják át neki. Dareiosz tehát ilyen értelemben nyilvánított véleményt. Ezzel szemben Góbryas – ama hét mágusölő közül az egyik – a következőképp magyarázta az ajándék értelmét: »Ha madarakká válva fel nem repültök az égre, vagy földbe nem bújtok, mint az egerek, vagy pocsolyákba nem ugráltok, mint a békák, akkor ezektől a nyilaktól találva, nem fogtok innen hazatérni.«”
Továbbá beszámol arról is, hogy ellenségesen viseltettek idegen szokásokkal szemben. Ezen kívül a szkíták eredetmondájáról stb. is ír.
Pszeudo-Hippokratész szerint a szkíták nem hasonlítanak a világ egyetlen más népéhez sem, csak önmagukhoz: „férfiaik a férfiaikhoz, asszonyaik az asszonyaikhoz hasonlatosak.”
Az i. u. 5. századtól bizánci források részletesen írnak ama népekről, melyekkel kapcsolatba kerültek. Priszkosz rétor (meghalt a 472. évben) Attiláról, a hunok uralkodóról és udvaráról is részletesen írt. Műveiben a kelet-európai török–szkíta népeket, egyebek között, onogurként említi.
Menandrosz Protektor az 582. évig, Theophülaktosz Szimokattész pedig a 602. évig tudósít a Bizánci Birodalom környezetében élő népekről. Ők a török–szkíta népeket unigurokként említik, és szokásairól sok részletet is közölnek: „Bort ittak, de nem olyant, amilyent nálunk préselnek. (…) édes itallal töltötték meg magukat.”
Bölcs Leó a magyar honfoglalás idején uralkodott. Taktika című művében a magyarok (türkök) harcmodoráról, harci erényeiről stb. is tájékoztatást kapunk. A türkök serege „(…) egy fő alatt áll, fellebbvalóitól kemény és súlyos büntetéseket szenved el. (…) a fáradalmakat és nehézségeket derekasan tűri, dacol a hőséggel és a faggyal.”
Bölcs Leó fia, Bíborbanszületett Konsztantin A Birodalom kormányzásáról című munkájában külön szakaszokat szentel a türköknek (magyaroknak). Levédiáról a következőképpen ír: „A türkök népe régen Kazáriához közel szerzett magának szálláshelyet, azon a helyen, melyet első vajdájukról Levediának neveznek. (…) Abban az időben nem türköknek mondták őket, hanem szabartoi aszphaloinak [vagyis rendíthetetlen szabiroknak]. (…) A türkök hét törzsből álltak, de sem saját, sem idegen fejedelem felettük soha nem volt. Együtt laktak a kazárokkal három esztendeig. (…) a türkök elűzték Nagy Morávia lakóit és megszállták azok földjét.”
Koszmasz Indikopleusztész, Joánnész Malálasz, Prokopiosz a 8–9. században alkotott.
Aréthasz a 932. évben a magyarokat türköknek nevezi. Nikolaosz Müsztikosz (meghalt a 925. évben) a magyarokat nyugati türköknek nevezi.
Léon diakonosz, Ioannész Szkülitzész és Ioannész Kinnamosz munkái – a Krónika a pápákról, Szent Basziliosz élete, Georgiosz barát világkrónikája, Szent György csodái, Athanasziosz élete – szintúgy tartalmaznak a magyar történelemre vonatkozó adatokat.

## Szláv források
A korai szláv források inkább mondák, semmint történeti feljegyzések: Pannóniai legendák, Cirill és Metód legenda, Naum legendája és a Mitrofán prológ. E műveket nem keletkezésük idején, illetve nem szláv nyelveken vetették papírra.
A Nesztor-krónika így ír a magyarokról: „Jöttek a fehér magyarok és a szlávok földjét örökölték, miután elkergették a frankokat, akik azelőtt a szlávok földjét foglalták el. (…) azután jöttek a besenyők és a fekete magyarok.”

## Nyugat-európai források
A korai latin nyelvű források a honfoglalásról és az azt követő időszakról részletesen beszámolnak. Többségük, a szláv forrásokhoz hasonlóan, barbár hordáknak festi le mind a magyarokat, mind a hunokat.
A korai latin nyelvű források közül a legfontosabb Cassiodorus műve (6. század) és Iordanes tudósítása. Utóbbi sok ismeretet közöl a hunokról. A 7. század ban Ravennában készült a Cosmographia, amely a Fekete-tenger környékén élő népekről ad összefoglalást.
A 8. századi Paulus Diaconus írta az avarokról: „A hunok, akiket avaroknak neveznek.”
Eginard, Nagy Károly történetírója szerint: „Az avarok, azaz hunok ellen viselt háború (…) nyolc év után végül is befejeződött. (…) ebben a háborúban a hunok egész nemessége elpusztult.”
A Szent Wandergisiliusi kolostor 877. évi évkönyve szerint: „Lajos kapta meg többek között az avaroknak, azaz a hunoknak vagy ungarorum-oknak az országát.”
A sokat idézett Fuldai évkönyvek a 894. évben a kalandozások korai szakaszáról tudósítanak: „Ebben az időben az avarok, akiket ungari-knak neveznek, a Dunán túl kóborolva sok borzalmas dolgot vittek végbe. (…) A görögök békét kötöttek a magyaroknak nevezett avarokkal.”
A Szent Bertin kolostor Annales Bertiniani néven ismert hivatalos jellegű évkönyve (862), illetve Hinkmar reimsi érsek ezt írta: „Dani magnam regni eius partem cede et igni vastantes praedantur. Sed et hostes antea illis populis inexperti, qui Ungri vocantur, regnum eiusdem populantur.”
Regino prümi apát, jogász, krónikaíró pedig szájhagyományok alapján a magyarokat a szkítáktól származtatta: „A magyarok dölyfös és lázadó természetűek. (…) mindig hajlanak az idegen elleni vagy otthoni felkelésre, természetüknél fogva hallgatagok, készebbek a cselekvésre, mint a beszédre. (…) fáradalmakban és a harcokban kemények.”
Corveyi Widukind pedig a 10. században a corveyi évkönyvben így ír a Kárpát-medence lakóiról: „Avares quos modo Ungarios vocamus. Vagyis »Az avarok, akiket ungriosnak nevezünk.”
A sváb évkönyvek a magyarokat ungriknak nevezik. A salzburgi évkönyvek a kalandozásokról tudósítanak. Cremonai Liudprand (meghalt. a 972. évben) a magyarokat turciknak nevezi.
Ekehard írta: „A magyaroknál vidámabb embereket aligha láttam valaha. (…) ételt és italt bőven adtak, életemben ilyen jót nem ettem.”
Ama forrásokat, melyek a magyarokat az avarokkal és a hunokkal azonosítják, általában nem veszik komolyan, mondván, hogy a nyugati történetírók és szerzetesek nem tettek különbséget a keletről érkezett népek között, holott e forrásokat sem lenne szabad semmibe venni.
További jelentősebb latin nyelvű források: Folcuin, Augsburgi Gerhard, János velencei pap, Brémai Ádám, Prágai Kozma, Albericus, Aventinus, Querfurti Bruno, Ademar, Gervasius Ricobaldus munkái és a bajor évkönyvek.

## Magyar krónikák

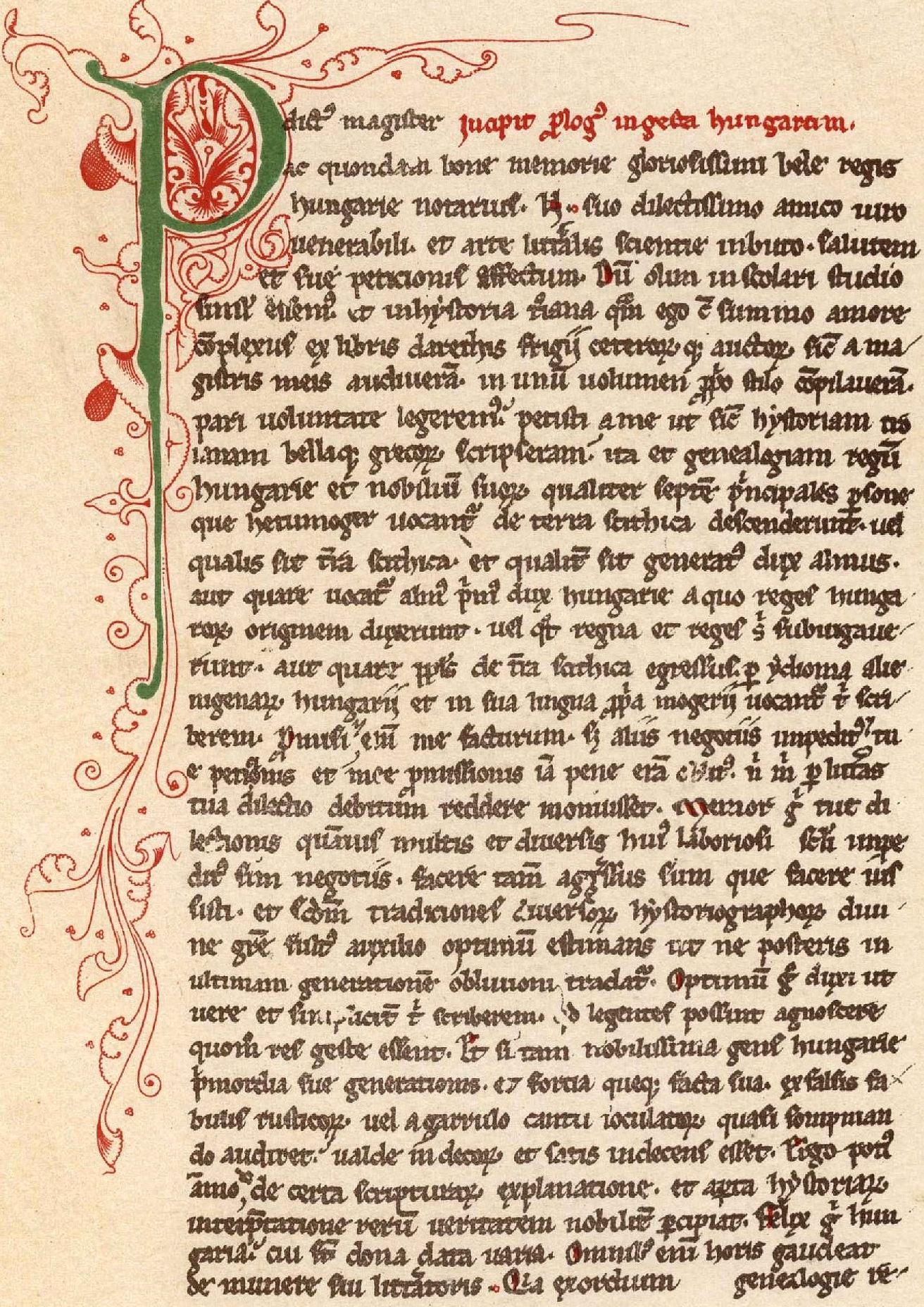
Anonymus Gesta Hungarorumának első oldala

Mivel az államalapítás utáni magyar írásbeliség szorosan kötődik a nyugati egyházhoz, ezért a magyar krónikaírók több elemet is átvettek (átvehettek) korábbi nyugati kútfőkből. (Lásd: Latin nyelvű források). Ugyanakkor fontos megjegyezni azt is, hogy csak azért, mert egy bizonyos adat szerepel egy korai nyugati forrásban, abból még nem következik feltétlenül, hogy az adatot onnan vették át krónikaíróink.
Krónikáink több olyan elemet is tartalmaznak, melyeket latin források nem, ezért is fontos előbbiek vizsgálata.
Az ősgesztának vagy őskrónikának tartott művet – Gesta Ungarorum – Koppány, királyi káplán írta meg 1080. és 1090. között. E krónikára épül az 1358. évben keletkezett Képes krónika, valamint több későbbi mű is, a Kaprinai-, a Béldi-, a Csepreghy-, a Pozsonyi-, a Rimes-, a Müncheni- és a Mügeln Krónika. Eme újabb keletű munkák a magyarok származásáról, nevük eredetéről a korábbi művek alapján nyilatkoznak: „A magyarok vagy hunok latinul pedig hungarusok.” Hasonlóképpen a honfoglalás időpontjáról, melyet második bejövetelnek neveznek. Az őskrónika alapján készült Kézai Simon Gesta Hunnorum et Hungarorum című műve, 1282–1285. körül. Szerzője e munkát kibővítette a hunok történetével. Szerinte „A székelyek a hunok maradékai.”
Anonymus, (III. Béla magyar király jegyzője, P. mester – talán Péter, esztergomi prépost – az ősgesztával ellentétben nem a magyar hagyományokból merítette művének tartalmát, hanem Regino prümi apát írásából. Műve, a Gesta Hungarorum – melyet a bevezetőt nem számítva 57 fejezetre tagolt – 1197. körül keletkezhetett.
A Zágrábi- és a Váradi Krónika hasonló szövegezésű. A magyarok történetét dolgozzák fel az 1354. évig. Ezen krónikákon kívül említésre méltó még Csák Demeter viszonylag késői (1526) munkája a Pannónia megvételéről.